# Requiem pro panenku
Requiem pro panenku je český film, který v roce 1991 natočil režisér Filip Renč na motivy skutečné události z roku 1984. Hlavní roli ve filmu ztvárnila herečka Anna Geislerová. Dále hrají Soňa Valentová, Eva Holubová, Barbora Hrzánová a Filip Renč.

## Děj
Čtrnáctiletá Marika byla po znásilnění vlastním otcem umístěna do ústavu sociální péče, matka jí zemřela ve čtyřech letech. Administrativním omylem se však dívka dostává do ústavu pro mentálně postižená děvčata na Šancích. Již od prvních dnů se Marika snaží upozornit personál, že do této budovy nepatří, správně měla být umístěna do dětského domova v Hradci. V ústavu panuje politika státu ve státě, vychovatelky zde pro své pohodlí a nekompetenci k výkonu zaměstnání používají pro mentálně postižené dívky tvrdé tresty v podobě přikurtování na lehátko, umístění vedle mrtvoly či studené sprchy. V neposlední řadě používaly na chovanky velké množství tišících léků. Řediteli ústavu je například zcela jedno, co se v jeho instituci děje: zajímá se o modely automobilů, případně o to, že pojede na konferenci do zahraničí. Jediné osoby – starý ústavní lékař alkoholik a jedna pečovatelka – které si uvědomují hrůzu, v níž ústav existuje, jsou zcela neefektivní a pro lidskost neudělají nic. Hlavní hrdinka nemá jinou možnost jak se vymknout teroru pečovatelek, než že ústav podpálí. Avšak stejně děsivě nelidský a sobecký jako pečovatelky je vnější svět. Hasiči, kteří přijedou s hasičským vozem na místo hořícího domu, nehasí, nezájem – „není voda“. V hasičské stříkačce mají naházené lahváče. „A nakonec je to stejně pro ty debily lepší, jestliže umřou,“ míní požárníci, líní snažit se děti z hořícího domu zachraňovat.

## Nepřesnosti ve filmu
Skutečná událost popisuje z části zcela jiný příběh. Ačkoliv ve filmu Filipa Renče hraje hlavní hrdinku Aňa Geislerová, v Měděnci byla administrativní chybou umístěna dívka romského etnika a značně problémové povahy, která si prošla krutým dětstvím. Od počátku měla problémy s vychovatelkami i samotnými chovankami, často vyvolávala rvačky, byla těžko zvladatelná, temperamentní, s lesbickými sklony. Postupně si uvědomovala, že se necítí dobře v ženském těle a potíže se svou nevyřešenou transsexualitou často kompenzovala skrze agresivitu.
Ve filmu jsou scény, které se v Měděnci nikdy nemohly odehrát. Například žádná z chovanek si nehrála na pokoji s kladivem. Z filmu také vyplývá, že požárníci při požáru jednali laxně, ale tehdejší ústav vůbec nebyl zabezpečen proti požáru a požární jednotky v roce 1984 nedisponovaly vyspělou technikou a vybavením. Přesto nikdo nezpochybňuje, že ze strany zasahujících požárníků nebylo vše v úplném pořádku.
Současný pohled na událost ovlivňuje zejména tento film. Josef Klíma se veřejně omluvil jmenovaným vychovatelkám, které byly filmem očerněny.

## Eva Kováčová/René Lízna
Poté co se Eva Kováčová (Marika), přiznala k založení požáru, byla odsouzena k trestu vězení na pět let, kde nakonec pobyla devět let, protože opakovaně fyzicky napadala dozorce. Na svobodu se dostala až po prezidentské amnestii Václava Havla v listopadu 1993. Poté se jí na půl roku ujal jezuitský páter, František Lízna, který jí napomohl ke změně pohlaví a dal své příjmení. Sám si sáhl na dno, protože Eva dostávala záchvaty těžké agrese vůči sobě a několikrát se pokusila o sebevraždu. Poté Eva, ze které se již stával René, začala žít s páterovou švagrovou Alenou. Vydrželi spolu deset let, ale i během vztahu trpěl a trpělo i okolí a  pokusy o sebevraždu pokračovaly. Když vyčerpaná Alena odjela do Kanady a přerušila kontakt, René zapálil byt, který si společně vybudovali. Sdělil, že se chtěl udusit, aby byl konečně klid, ale ve skutečnosti ohrozil všechny obyvatele domu. Psychologové tehdy rozhodli, že je vážně nemocný a za svůj skutek nenese plnou zodpovědnost. V roce 2014 René Lízna spáchal sebevraždu. Páter František Lízna o Evě/Reném prohlásil: „Pro mě jako pro kněze je případ Reného velmi problematický. Říkám si: Jak je možné, že jsou někteří lidé takhle trápeni a Bůh se nad nimi neslituje?“